# Castillo de San Felipe (slott)
Castillo de San Felipe är ett slott i Spanien.   Det ligger i provinsen Provincia de Almería och regionen Andalusien, i den södra delen av landet, 400 km söder om huvudstaden Madrid. Castillo de San Felipe ligger 4 meter över havet.
Terrängen runt Castillo de San Felipe är kuperad åt nordväst, men österut är den platt. Havet är nära Castillo de San Felipe åt sydost.  Närmaste större samhälle är San José, 6,2 km sydväst om Castillo de San Felipe. 